# 障碍人福祉法
障碍人福祉法（しょうがいじんふくしほう、朝: 장애인복지법）は、障害者の福祉と関連のある韓国の法律。1981年、「心身障碍者福祉法」（しんしんしょうがいしゃふくしほう、심신장애자복지법）という名称で制定、施行されており、1989年12月の法改正により、法律名が障碍人福祉法に変更された。法律名の障碍人（しょうがいじん、장애인）とは、韓国で障害者を意味する。

## 構成
第1章 総則
第2章 基本政敵の講究
第3章 福祉処置
第4章 自立生活の支援
第5章 福祉施設と団体
第6章 障碍人補助器具
第7章 障碍人福祉専門人力
第8章 補則
第9章 罰則
附則

## 変遷
- 1981年6月5日：心身障碍者福祉法という名称で制定・施行[1]、下の障害を本法による障害に定めた。

| 障害種別       | 障害種別の朝鮮語名称(漢字名称を含む) |
| -------------- | ------------------------------------ |
| 肢体不自由     | 지체부자유 （肢體不自由）            |
| 視覚障害       | 시각장애 （視覺障碍）                |
| 聴覚障害       | 청각장애 （聽覺障碍）                |
| 音声・言語障害 | 음성·언어장애 （音聲·言語障碍）      |
| 精神薄弱       | 정신박약 （精神薄弱）                |

- 1982年2月17日：心身障碍者福祉法施行令が制定・施行[2]
- 1982年5月22日
  - 心身障碍者福祉法施行規則が制定・施行[3]
  - 障害等級制度が制定
- 1989年12月30日
  - 心身障碍者福祉法が障碍人福祉法に変り[4]、朝鮮語名で心身障碍者が障碍人に変わった。
  - 障害者の登録制度が法律で規定。
  - 障害種別名・用語が下記のように変わった。

| 変更以前の種名 | 変更以前の種名                       | 変更された種名 | 変更された種名                       |
| 障害種別       | 障害種別の朝鮮語名称(漢字名称を含む) | 障害種別       | 障害種別の朝鮮語名称(漢字名称を含む) |
| -------------- | ------------------------------------ | -------------- | ------------------------------------ |
| 肢体不自由     | 지체부자유 （肢體不自由）            | 肢体障害       | 지체장애 （肢體障碍）                |
| 音声・言語障害 | 음성·언어장애 （音聲·言語障碍）      | 言語障害       | 언어장애 （言語障碍）                |
| 精神薄弱       | 정신박약 （精神薄弱）                | 精神遅滞       | 정신지체 （精神遲滯）                |

- 1990年12月1日：心身障碍者福祉法施行令が障碍人福祉法施行令に全部改正[5]。
- 1991年6月3日：心身障碍者福祉法施行規則が障碍人福祉法施行規則に全部改正[6]。
- 2000年1月1日：1999年に全部改正した障碍人福祉法が施行[7]されて、次の年の2000年に全部改正せれた施行規則[8]と施行令[9]が施行。
  - 障害者の定義を規定
    - 身体的障害：外部身体機能の障害、内部器官に障害
    - 精神的障害：精神遅滞及び精神的疾患で発生する障害

  - 肢体障害種別の細分化
  - 下の障害を障碍人福祉法により障害種別に追加

| 障害種別   | 障害種別の朝鮮語名称(漢字名称を含む) | 備考                     |
| ---------- | ------------------------------------ | ------------------------ |
| 脳病変障害 | 뇌병변장애 （腦病變障碍）            |                          |
| 発達障害   | 발달장애 （發達障碍）                | 2007年に自閉性障害に変更 |
| 精神障害   | 정신장애 （精神障碍）                |                          |
| 腎臓障害   | 신장장애 （腎臟障碍）                |                          |
| 心臓薄弱   | 심장장애 （心臟薄弱）                |                          |

- 2003年：下の障害を障碍人福祉法により障害種別に追加

| 障害種別       | 障害種別の朝鮮語名称(漢字名称を含む) | 備考                                 |
| -------------- | ------------------------------------ | ------------------------------------ |
| 呼吸器障害     | 호흡기장애 （呼吸器障碍）            |                                      |
| 肝障害         | 간장애 （肝障碍）                    |                                      |
| 顔面障害       | 안면장애 （顔面障碍）                |                                      |
| 腸瘻・尿瘻障害 | 장루·요루장애 （腸瘻・尿瘻障碍）     |                                      |
| てんかん障害   | 간질장애 （癎疾障碍）                | 2014年にてんかん障害の朝鮮語名が変更 |

- 2007年4月～12月：障碍人福祉法[10]・施行令[11]・施行規則[12]が全部改正・施行。下記のように変わる。
  - 障害者の定義中で精神的障害を「発達障害及び精神疾患で発生する障害」に改正
  - 下の障害種別名が変更。

| 変更以前の種名 | 変更以前の種名                       | 変更された種名 | 変更された種名                       |
| 障害種別       | 障害種別の朝鮮語名称(漢字名称を含む) | 障害種別       | 障害種別の朝鮮語名称(漢字名称を含む) |
| -------------- | ------------------------------------ | -------------- | ------------------------------------ |
| 精神遅滞       | 정신지체 （精神遲滯）                | 知的障害       | 지적장애 （知的障碍）                |
| 発達障害       | 발달장애 （發達障碍）                | 自閉性障害     | 자폐성장애 （自閉性障碍）            |

- 2011年8月21日：顔面障害の等級で5級を新設[13]
- 2014年6月30日：てんかん障害の朝鮮語名が変更。

| 変更以前の種名 | 変更以前の種名                       | 変更された種名                | 変更された種名                       |
| 障害種別       | 障害種別の朝鮮語名称(漢字名称を含む) | 障害種別                      | 障害種別の朝鮮語名称(漢字名称を含む) |
| -------------- | ------------------------------------ | ----------------------------- | ------------------------------------ |
| てんかん障害   | 간질장애 （癎疾障碍）                | てんかん障害 (変更以前と同じ) | 뇌전증장애 （腦電症障碍）            |

- 2018年12月19日：障害等級を障害程度に変え、障害等級制度を廃止することを改正[14]。
- 2019年7月1日：障害等級が廃止されて障害等級が障害程度に施行[15]。

## 関連制度

### 障害種別
| 障害種別       | 障害種別                                           | 障害種別                                                                                              | 障害種別                                                                   | 当該障害 | 障害者の範囲に追加された時 |
| 大分類         | 中分類                                             | 小分類                                                                                                | 細分類                                                                     | 当該障害 | 障害者の範囲に追加された時 |
| -------------- | -------------------------------------------------- | --- | -------------------------------------------------------------------------- | -------- | -------------------------- |
| 身体的障害     |                                                    | |                                                                            |          |                            |
| 身体外部の障害 |                                                    | |                                                                            |          |                            |
| 肢体障害       | 切断障害、関節障害、肢体機能障害、変形などの障害   | 切断、ポリオ後遺症、強直性脊椎炎、脊椎側彎症、小人症、軟骨無形成症                                    | 1981年 (追加された時に肢体不自由、1990年に肢体障害に変更)                  |          |                            |
| 脳病変障害     | 脳の損傷による複合障害                             | 脳性麻痺、脳卒中、パーキンソン病、外傷性脳損傷                                                        | 2000年                                                                     |          |                            |
| 視覚障害       | 失力障害、視野欠損障害                             | 失明、ロービジョン                                                                                    | 1981年                                                                     |          |                            |
| 聴覚障害       | 聴力障害、平衡機能障害                             | 難聴                                                                                                  | 1981年                                                                     |          |                            |
| 言語障害       | 言語障害、音声障害、口語障害                       | | 1981年 (追加された時に音声・言語障害、1990年に言語障害に変更)              |          |                            |
| 顔面障害       | 顔面部の傷跡、陥没、肥厚など変形による障害         | | 2003年                                                                     |          |                            |
| 身体内部の障害 |                                                    | |                                                                            |          |                            |
| 腎臓障害       | 透析治療中か腎臓移植を受けた場合                   | | 2000年                                                                     |          |                            |
| 心臓障害       | 日常生活が著しく制限される心臓機能の異常           | | 2000年                                                                     |          |                            |
| 肝障害         | 日常生活が著しく制限される慢性・重症の肝機能の異常 | | 2003年                                                                     |          |                            |
| 呼吸器障害     | 日常生活が著しく制限される慢性・重症の呼吸器の異常 | | 2003年                                                                     |          |                            |
| 腸瘻・尿瘻障害 | 常生活が著しく制限される腸瘻・尿瘻                 | | 2003年                                                                     |          |                            |
| てんかん障害   | 常生活が著しく制限される慢性・重症のてんかん       | てんかん                                                                                              | 2003年 (2014年に朝鮮語名が変更)                                            |          |                            |
| 精神的障害     |                                                    | |                                                                            |          |                            |
| 発達障害       |                                                    | |                                                                            |          |                            |
| 知的障害       | 知能指数が70以下の場合                             | 知的障害                                                                                              | 1981年 (追加された時に精神薄弱、1990年に精神遅滞、2007年に知的障害に変更） |          |                            |
| 自閉性障害     | 小児青少年自閉など自閉性障害                       | 広汎性発達障害 (自閉症、アスペルガー症候群、レット症候群、小児期崩壊性障害、特定不能の広汎性発達障害) | 2000年 (追加された時に発達障害、2007年に自閉性障害に変更）                 |          |                            |
| 精神障害       | 精神障害                                           | 統合失調症、統合失調感情障害、双極性感情障害、反復性うつ病                                            | 統合失調症、双極性障害、反復性うつ病、統合失調感情障害                     | 2000年   |                            |

### 障害等級・程度
各障害種別の障害程度は重度(障害の程度がひどい障害)と軽度(障害の程度がひどくない障害)で分かれる。2019年6月30日まで１級から6級までの障害等級制度を施行しており、同年7月から障害等級制度が廃止されて、障害等級と障害程度だったものが障害程度に変わった。
障害等級制度の施行当時、障害種別中でない等級ももあるし、障害種別として障害等級の何号に分けた。
- ■ : 軽度(障害の程度がひどくない障害)
- ■ : 重度(障害の程度がひどい障害)
- ■ : 障害等級制度の施行当時(2019年6月30日以前)、障害がある部位によって軽度と重度に分けれる障害等級
- X : 障害等級が無かったり、認められない障害程度

| 障害種別       | 等級(2019年6月30日まで) | 等級(2019年6月30日まで) | 等級(2019年6月30日まで) | 等級(2019年6月30日まで) | 等級(2019年6月30日まで) | 等級(2019年6月30日まで) |
| -------------- | ----------------------- | ----------------------- | ----------------------- | ----------------------- | ----------------------- | ----------------------- |
| 障害種別       | 1                       | 2                       | 3                       | 4                       | 5                       | 6                       |
| 肢体障害       | O                       | O                       | O                       | O                       | O                       | O                       |
| 脳病変障害     | O                       | O                       | O                       | O                       | O                       | O                       |
| 視覚障害       | O                       | O                       | O                       | O                       | O                       | O                       |
| 聴覚障害       | X                       | O                       | O                       | O                       | O                       | O                       |
| 言語障害       | X                       | X                       | O                       | O                       | X                       | X                       |
| 顔面障害       | X                       | O                       | O                       | O                       | O                       | X                       |
| 腎臓障害       | X                       | O                       | X                       | X                       | O                       | X                       |
| 心臓障害       | O                       | O                       | O                       | X                       | O                       | X                       |
| 肝障害         | O                       | O                       | O                       | X                       | O                       | X                       |
| 呼吸器障害     | O                       | O                       | O                       | X                       | O                       | X                       |
| 腸瘻・尿瘻障害 | X                       | O                       | O                       | X                       | O                       | X                       |
| てんかん障害   | X                       | O                       | X                       | O                       | O                       | X                       |
| 知的障害       | O                       | O                       | O                       | X                       | X                       | X                       |
| 自閉性障害     | O                       | O                       | O                       | X                       | X                       | X                       |
| 精神障害       | O                       | O                       | O                       | X                       | X                       | X                       |
| 改定後         |                         |                         |                         |                         |                         |                         |
| 肢体障害       | 重度                    | 重度                    | 重度                    | 軽度                    | 軽度                    | 軽度                    |
| 脳病変障害     | 重度                    | 重度                    | 重度                    | 軽度                    | 軽度                    | 軽度                    |
| 視覚障害       | 重度                    | 重度                    | 重度                    | 軽度                    | 軽度                    | 軽度                    |
| 聴覚障害       | 重度                    | 重度                    | 重度                    | 軽度                    | 軽度                    | 軽度                    |
| 言語障害       | 重度                    | 重度                    | 重度                    | 軽度                    | 軽度                    | 軽度                    |
| 顔面障害       | 重度                    | 重度                    | 重度                    | 軽度                    | 軽度                    | 軽度                    |
| 腎臓障害       | 重度                    | 重度                    | 重度                    | 軽度                    | 軽度                    | 軽度                    |
| 心臓障害       | 重度                    | 重度                    | 重度                    | 軽度                    | 軽度                    | 軽度                    |
| 呼吸器障害     | 重度                    | 重度                    | 重度                    | 軽度                    | 軽度                    | 軽度                    |
| 肝障害         | 重度                    | 重度                    | 重度                    | 軽度                    | 軽度                    | 軽度                    |
| 腸瘻・尿瘻障害 | 重度                    | 重度                    | 重度                    | 軽度                    | 軽度                    | 軽度                    |
| てんかん障害   | 重度                    | 重度                    | 重度                    | 軽度                    | 軽度                    | 軽度                    |
| 知的障害       | 重度                    | 重度                    | 重度                    | 軽度                    | 軽度                    | 軽度                    |
| 自閉性障害     | 重度                    | 重度                    | 重度                    | 軽度                    | 軽度                    | 軽度                    |
| 精神障害       | 重度                    | 重度                    | 重度                    | 軽度                    | 軽度                    | 軽度                    |

### 障害等級・程度の基準
韓国の障碍人福祉法による障害程度(2019年6月まで障害等級)の基準は、障碍人福祉法施行規則第2条、同規則の別表第1、保健福祉部告示の障害程度判定基準(2019年6月まで障害等級判定基準)に従う。
- 障碍人福祉法施行規則別表第1(2015年8月3日)
- 障害等級判定基準(2018年7月27日)

| 障害種別             | 障害種別       | 障害等級 | 障害等級 | 障害程度 |
| -------------------- | -------------- | --- | --- | --- |
| 肢体障害             |                | | | |
| 切断障害             | 第1級          | | | |
| 切断障害             | 第1級          | 1号 | 両腕を手首関節部位から失った者 | |
| 切断障害             | 第1級          | 2号 | 両脚を膝関節以上の部位から失った者 | |
| 切断障害             | 第2級          | | | |
| 切断障害             | 1号            | 両手の親指を指関節以上の部位から失くし、他のすべての指を近位指節間関節以上の部位から失った者(両手の指をすべて失った者) | | |
| 切断障害             | 2号            | 片腕を肘関節以上の部位から失った者 | | |
| 切断障害             | 3号            | 両脚を足首関節以上の部位から失った者 | | |
| 切断障害             | 第3級          | | | |
| 切断障害             | 1号            | 両手の親指を指関節以上の部位から失くし、第二指を近位指節間関節以上の部位から失った者 | | |
| 切断障害             | 2号            | 片手の親指を指関節以上の部位から失くし、他のすべての指を近位指節間関節以上の部位から失った者 | | |
| 切断障害             | 3号            | 両脚をショパール関節以上の部位から失った者 | | |
| 切断障害             | 4号            | 片脚を膝関節以上の部位から失った者 | | |
| 切断障害             | 第4級          | | | |
| 切断障害             | 1号            | 両手の親指を指関節以上の部位から失った者 | | |
| 切断障害             | 2号            | 片手の親指を指関節以上の部位から失くし、第二指を近位指節間関節以上の部位から失った者 | | |
| 切断障害             | 3号            | 片手の親指を指関節以上の部位から失くし、二つの指を近位指節間関節以上の部位から失った者 | | |
| 切断障害             | 4号            | 両脚をリスフラン関節以上の部位から失った者 | | |
| 切断障害             | 5号            | 片脚を足首関節以上の部位から失った者 | | |
| 切断障害             | 第5級          | | | |
| 切断障害             | 1号            | 片手の親指を指関節以上の部位から失くし、一つの指を近位指節間関節以上の部位から失った者 | | |
| 切断障害             | 2号            | 片手の親指を中手指関節以上の部位から失った者 | | |
| 切断障害             | 3号            | 片手の第二指を含めて三つの指を近位指節間関節以上の部位から失った者 | | |
| 切断障害             | 4号            | 両足の親趾を指関節以上の部位から失くし、他のすべての趾を近位指節間関節以上の部位から失った者 | | |
| 切断障害             | 5号            | 片脚をショパール関節以上の部位から失った者 | | |
| 切断障害             | 第6級          | | | |
| 切断障害             | 1号            | 片手の親指を指関節以上の部位から失った者 | | |
| 切断障害             | 2号            | 片手の第二指を含めて二つの指を近位指節間関節以上の部位から失った者 | | |
| 切断障害             | 3号            | 片手の第三指、第四指、そして第五指すべてを近位指節間関節以上の部位から失った者 | | |
| 切断障害             | 4号            | 片脚をリスフラン関節以上の部位から失った者 | | |
| 関節障害             | 第1級          | | | |
| 関節障害             | 第1級          | 1号 | 両腕のすべての3代関節の運動の範囲がそれぞれ75％以上減少された者 | |
| 関節障害             | 第1級          | 2号 | 両脚のすべての3代関節の運動の範囲がそれぞれ75％以上減少された者 | |
| 関節障害             | 第2級          | | | |
| 関節障害             | 1号            | 片腕のすべての3代関節の運動の範囲がそれぞれ75％以上減少された者 | | |
| 関節障害             | 2号            | - 両腕それぞれの3代関節の中、２つの運動の範囲がそれぞれ75％以上減少された者 - 両腕のすべての3代関節の運動の範囲がそれぞれ50％以上75％未満減少された者 | | |
| 関節障害             | 3号            | 両手のすべての指の関節の総運動の範囲がそれぞれ75％以上減少された者 | | |
| 関節障害             | 4号            | - 両脚それぞれの3代関節の中、２つの運動の範囲がそれぞれ75％以上減少された者 - 両脚のすべての3代関節の運動の範囲がそれぞれ50％以上75％未満減少された者 | | |
| 関節障害             | 第3級          | | | |
| 関節障害             | 1号            | - 両腕のそれぞれ3代関節の中、２つの運動の範囲がそれぞれ50％以上75％未満減少された者 - 両腕のすべての3代関節の運動の範囲がそれぞれ25％以上50％未満減少された者 | | |
| 関節障害             | 2号            | 両手の親指と第二指の関節運動の範囲がそれぞれ75％以上減少された者 | | |
| 関節障害             | 3号            | 片手のすべての指の関節総運動の範囲がそれぞれ75％以上減少された者 | | |
| 関節障害             | 4号            | - 片腕のそれぞれの3代関節の中、２つの運動の範囲がそれぞれ75％以上減少された者 - 片腕のすべての3代関節の運動の範囲がそれぞれ50％以上75％未満減少された者 | | |
| 関節障害             | 5号            | 片脚のすべての3代関節の運動の範囲がそれぞれ75％以上減少された者 | | |
| 関節障害             | 第4級          | | | |
| 関節障害             | 1号            | - 片腕の肩関節、肘関節または手首関節の中、一つの関節の運動の範囲が75％以上減少された者 - 両手の親指の関節総運動の範囲がそれぞれ75％以上減少された者 - 両脚それぞれの3代関節の中、２つの運動の範囲がそれぞれ50％以上75％未満減少された者 - 両脚のすべての3代関節の運動の範囲がそれぞれ25％以上50％未満減少された者 | | |
| 関節障害             | 2号            | - 片手の親指と第二指の関節総運動の範囲がそれぞれ75％以上減少された者 - 片脚の股関節または膝関節が完全強直になったり、運動の範囲が90％以上減少された者 | | |
| 関節障害             | 3号            | 片手の親指または第二指を含めて三つの指の関節総運動の範囲がそれぞれ75％以上減少された者 | | |
| 関節障害             | 4号            | 片手の親指または第二指を含めて四つの指の関節総運動の範囲がそれぞれ75％以上減少された者 | | |
| 関節障害             | 5号            | - 片脚の3代関節の中、２つの運動の範囲がそれぞれ75％以上減少された者 - 片脚のすべての3代関節の運動の範囲がそれぞれ50％以上75％未満減少された者 | | |
| 関節障害             | 第5級          | | | |
| 関節障害             | 1号            | - 片腕の3代関節の中、２つの運動の範囲が50％以上75％未満減少された者 - 片腕の3代関節の中、２つの運動の範囲が25％以上50％未満減少された者 | | |
| 関節障害             | 2号            | 両手の親指の関節総運動の範囲がそれぞれ50％以上75％未満減少された者 | | |
| 関節障害             | 3号            | 片手の親指の関節総運動の範囲がそれぞれ75％以上減少された者 | | |
| 関節障害             | 4号            | 片手の親指と第二指の関節総運動の範囲がそれぞれ50％以上75％未満減少された者 | | |
| 関節障害             | 5号            | 片手の親指または第二指を含めて三つの指の関節総運動の範囲がそれぞれ50％以上75％未満減少された者 | | |
| 関節障害             | 6号            | - 片脚の3代関節の中、２つの運動の範囲が50％以上75％未満減少された者 - 片脚のすべての3代関節の運動の範囲が25％以上50％未満減少された者 | | |
| 関節障害             | 7号            | 両足のすべての趾の関節総運動の範囲がそれぞれ75％以上減少された者 | | |
| 関節障害             | 第6級          | | | |
| 関節障害             | 1号            | - 片手の肩関節、肘関節または手首関節の中、一つの関節の運動の範囲が50％以上減少された者 - 片手の親指の関節総運動の範囲が50％以上75％未満減少された者 | | |
| 関節障害             | 2号            | - 片手の第二指を含めて2つの指の関節総運動の範囲がそれぞれ75％以上減少された者 - 片脚の股関節または膝関節の運動の範囲が50％以上減少された者 | | |
| 関節障害             | 3号            | - 片手の親指を含めて2つの指の関節総運動の範囲がそれぞれ50％以上75％未満減少された者 - 片脚の足首関節の運動の範囲が75％以上減少された者 | | |
| 関節障害             | 4号            | 片手の第三指、第四指、そして第五指すべての関節総運動の範囲がそれぞれ75％未満減少された者 | | |
| 肢体機能障害         | 第1級          | | | |
| 肢体機能障害         | 第1級          | 1号 | 両腕を完全麻痺によって、一向に動けない者(筋力等級0、1) | |
| 肢体機能障害         | 第1級          | 2号 | 両脚を完全麻痺によって、それぞれ一向に動けない者(筋力等級0、1) | |
| 肢体機能障害         | 第2級          | | | |
| 肢体機能障害         | 1号            | 片腕を完全麻痺によって、一向に動けない者(筋力等級0、1) | | |
| 肢体機能障害         | 2号            | 両脚を麻痺によって、やっと動かせる者(筋力等級2) | | |
| 肢体機能障害         | 3号            | 両手のすべての指を完全麻痺によって、一向に動かせない者(筋力等級0、1) | | |
| 肢体機能障害         | 4号            | 両脚を麻痺によって、それぞれやっと動かせる者(筋力等級2) | | |
| 肢体機能障害         | 5号            | 脛椎と胸腰椎の運動の範囲が正常の4/5以上減少された者 | | |
| 肢体機能障害         | 6号            | 強直性脊椎疾患によって、脛椎と胸椎及び腰椎が完全強直した者 | | |
| 肢体機能障害         | 第3級          | | | |
| 肢体機能障害         | 1号            | - 両腕を麻痺によって、機能的ではないけど、ある程度動かせる者(筋力等級0、1) - 脛椎または胸腰椎の運動の範囲が正常の2/5以上減少された者 | | |
| 肢体機能障害         | 2号            | 両手の親指と第二指をそれぞれ完全麻痺によって、それぞれ一向に動けない者(筋力等級0、1) | | |
| 肢体機能障害         | 3号            | 片手のすべての指を完全麻痺によって、それぞれ一向に動けない者(筋力等級0、1) | | |
| 肢体機能障害         | 4号            | 片腕を麻痺によって、やっと動かせる者(筋力等級2) | | |
| 肢体機能障害         | 5号            | 片脚を完全麻痺によって、一向に動けない者(筋力等級0、1) | | |
| 肢体機能障害         | 第4級          | | | |
| 肢体機能障害         | 1号            | - 両手の親指を完全麻痺によって、それぞれ一向に動かせない者(筋力等級0、1) - 両脚を麻痺によって、機能的ではないけど、ある程度動かせる者(筋力等級3) - 脛椎または胸腰椎の運動の範囲が正常の3/5以上減少された者 | | |
| 肢体機能障害         | 2号            | 片手の親指と第二指を完全麻痺によって、それぞれ一向に動けない者(筋力等級0、1) | | |
| 肢体機能障害         | 3号            | 片手の親指または第二指を含めて3つの指を完全麻痺によって、一向に動けない者(筋力等級0、1) | | |
| 肢体機能障害         | 4号            | 片手の親指や第二指を含めて4つの指を麻痺によって、それぞれ機能的ではないけど、ある程度動かせる者(筋力等級3) | | |
| 肢体機能障害         | 5号            | 片脚を麻痺によって、やっと動かせる者(筋力等級2) | | |
| 肢体機能障害         | 第5級          | | | |
| 肢体機能障害         | 1号            | 片腕を麻痺によって、機能的ではないけど、ある程度動かせる者(筋力等級3) | | |
| 肢体機能障害         | 2号            | 両手の親指を麻痺によって、それぞれ機能的ではないけど、ある程度動かせる者(筋力等級3) | | |
| 肢体機能障害         | 3号            | 片手の親指を完全麻痺によって、一向に動かせない者(筋力等級0、1) | | |
| 肢体機能障害         | 4号            | 片手の親指と第二指を麻痺によって、それぞれ機能的ではないけど、ある程度動かせる者(筋力等級3) | | |
| 肢体機能障害         | 5号            | 片手の親指または第二指を含めて3つの指を麻痺によって、それぞれ機能的ではないけど、ある程度動かせる者(筋力等級3) | | |
| 肢体機能障害         | 6号            | 片脚を麻痺によって、機能的ではないけど、ある程度動かせる者(筋力等級3) | | |
| 肢体機能障害         | 7号            | 両足のすべての趾を完全麻痺によって、それぞれ一向に動けない者(筋力等級0、1) | | |
| 肢体機能障害         | 8号            | 脛椎または胸腰椎の運動の範囲が正常の2/5以上減少された者 | | |
| 肢体機能障害         | 9号            | 強直性脊椎疾患によって脛椎と胸椎または胸椎と腰椎が完全強直した者 | | |
| 肢体機能障害         | 第6級          | | | |
| 肢体機能障害         | 1号            | 片手の親指を麻痺によって、機能的ではないけど、ある程度動かせる者(筋力等級3) | | |
| 肢体機能障害         | 2号            | 片手の第二指を含めて2つの指を完全麻痺によって、それぞれ一向に動けない者(筋力等級0、1) | | |
| 肢体機能障害         | 3号            | 片手の親指を含めて2つの指を麻痺によって、機能的ではないけど、ある程度動かせる者(筋力等級3) | | |
| 肢体機能障害         | 4号            | 片手の第三指、第四指、そして第五指すべてを完全麻痺によってそれぞれ一向に動けない者(筋力等級0、1) | | |
| 肢体機能障害         | 5号            | 脛椎または胸腰椎の運動の範囲が正常の1/5以上減少された者 | | |
| 肢体機能障害         | 6号            | 強直性脊椎疾患によって脛椎または腰椎が完全強直した者 | | |
| 変形などの障害       | 第5級          | 1号 | 一つの脚が健康な脚より10cm以上短いたり、健康な脚長さの10分の1以上短い者 | |
| 変形などの障害       | 第6級          | | | |
| 変形などの障害       | 1号            | 一つの脚が健康な脚より5cm以上短いたり、健康な脚長さの15分の1以上短い者 | | |
| 変形などの障害       | 2号            | 脊椎側弯症があり、湾曲角度が40度以上の者 | | |
| 変形などの障害       | 3号            | 脊椎後弯症があり、湾曲角度が60度以上の者 | | |
| 変形などの障害       | 4号            | 成長が止まった万18歳の男性として、背丈が145cm以下の者 | | |
| 変形などの障害       | 5号            | 成長が止まった万16歳の女性として、背丈が140cm以下の者 | | |
| 変形などの障害       | 6号            | 軟骨無形成症として、矮小症に対する症状がはっきりしている者。ただし、この場合は万2歳から適用可能 | | |
| 脳病変障害           | 脳病変障害     | 第1級 | 第1級 | - 独立的な歩行が不可能であり、歩行に全的に他人の助けと保護が必要な者 - 両腕の麻痺によってこれを利用した日常生活動作をほとんどできないので、全的に他人の助けが必要な者 - 片方の腕と片方の脚の麻痺によってこれを利用した日常生活動作をほとんどできないので、全的に他人の助けが必要な者 - 歩行とすべての日常生活動作の遂行に全的に他人の助けが必要であり、改訂バーセルインデックスが32点以下の者として、歩行が不可能だったり、日常生活の動作をほとんどできないため、助けと保護が必要な者                            |
| 脳病変障害           | 脳病変障害     | 第2級 | 第2級 | - 片方の腕の麻痺によってこれを利用した日常生活動作の遂行が不可能であり、全的に他人の助けが必要な者 - 麻痺と関節拘縮によって両腕の諸指の使用が不可能であり、これを利用した日常生活動作の遂行に全的に他人の助けが必要な者 - 歩行とすべての日常生活動作の遂行にほとんど他人の助けが必要であり、改訂バーセルインデックスが33～50点の者として、下記のような者 - 歩行が著しく制限されたり、日常生活動作が著しく制限されたりする者 - 歩行と日常生活動作がかなり制限された者                                             |
| 脳病変障害           | 脳病変障害     | 第3級 | 第3級 | - 麻痺と関節拘縮によって片方の腕のすべての手指の使用が不可能であり、これを利用した日常生活動作の遂行に全的に他人の助けが必要な者 - 片方の脚の麻痺によってこれを利用した歩行が不可能であり、歩行に大部分他人の助けが必要な者 - 歩行とすべての日常生活動作の独立的遂行が難しくて部分的に他人の助けが必要であり、改訂バーセルインデックスが54～69点の者として、下記のような者 - 歩行が相当な程度に制限されたり、日常生活動作がかなり制限的な者 - 歩行が軽重な程度に制限され、繊細な日常生活動作が著しく制限された者 |
| 脳病変障害           | 脳病変障害     | 第4級 | 第4級 | - 歩行と大部分の日常生活動作は自身が遂行するが、間欠的に他人の助けが必要であり、改訂バーセルインデックスが70～80点の者として、下記のような者 - 歩行が軽重な程度に制限されたり、繊細な日常生活動作が著しく制限された者 - 歩行が軽微に制限され、繊細な日常生活動作がかなり制限された者 |
| 脳病変障害           | 脳病変障害     | 第5級 | 第5級 | - 歩行と大部分の日常生活動作を他人の助けなし自身が遂行するが、完璧に遂行できない時があり、改訂バーセルインデックスが81～89点の者として、下記のような者 - 歩行が軽微に制限されたり、繊細な日常生活動作がかなり制限された者 - 歩行が跛行を見せて、繊細な日常生活動作が軽重な程度に制限された者 |
| 脳病変障害           | 脳病変障害     | 第6級 | 第6級 | 歩行と大部分の日常生活動作を自身が完璧に遂行するが、間々遂行時間が遅かったり、様相が非正常的な時があり、改訂バーセルインデックスが33～50点の者として、歩行時跛行を見せたり繊細な日常生活動作が軽重な程度に制限された者 |
| 視覚障害             | 視覚障害       | 第1級 | 1号 | 良い目の視力が0.02以下の者 |
| 視覚障害             | 視覚障害       | 第2級 | 1号 | 良い目の視力が0.04以下の者 |
| 視覚障害             | 視覚障害       | 第3級 | 1号 | 良い目の視力が0.06以下の者 |
| 視覚障害             | 視覚障害       | 第3級 | 2号 | 両眼の視野がそれぞれすべての方向で、5度以下に残った者 |
| 視覚障害             | 視覚障害       | 第4級 | 1号 | 良い目の視力が0.1以下の者 |
| 視覚障害             | 視覚障害       | 第4級 | 2号 | 両眼の視野がそれぞれすべての方向で、10度以下に残った者 |
| 視覚障害             | 視覚障害       | 第5級 | 1号 | 良い目の視力が0.2以下の者 |
| 視覚障害             | 視覚障害       | 第5級 | 2号 | 両眼の視野がそれぞれ首脳視野の50%以上減少した者 |
| 視覚障害             | 視覚障害       | 第6級 | 第6級 | 悪い目の視力が0.02以下の者 |
| 聴覚障害             |                | | | |
| 聴力障害             | 第2級          | 第2級 | 両耳の聴力損失がそれぞれ90db以上の者 | |
| 聴力障害             | 第3級          | 第3級 | 両耳の聴力損失がそれぞれ80db以上の者 | |
| 聴力障害             | 第4級          | 1号 | 両耳の聴力損失がそれぞれ70db以上の者 | |
| 聴力障害             | 第4級          | 2号 | 両耳に聞こえる普通の話し声の最大の明瞭度が50%以下の者 | |
| 聴力障害             | 第5級          | 第5級 | 両耳の聴力損失がそれぞれ60db以上の者 | |
| 聴力障害             | 第6級          | 第6級 | 片耳の聴力損失がそれぞれ90db以上、他の耳の聴力損失がそれぞれ40db以上の者 | |
| 平衡機能障害         | 第3級          | 第3級 | 両側の平衡機能の消失があり、両眼を閉じて立ち上がるのが困難したり、両眼を開けて10mの距離を直線で歩いて倒れて(臨床的に不可欠な場合6mを歩かせて診断できる)、日常で自分の面倒を見る仕事以外には他人の助けが必要な者 | |
| 平衡機能障害         | 第4級          | 第4級 | 両側の平衡機能の消失や減少があり、両眼を開けて10mの距離を直線で歩いて中間に釣り合いを取るために止めなければならないし(臨床的に不可欠な場合6mを歩かせて診断できる)、日常で自分の面倒を見る仕事と簡単な歩行や活動のみ可能な者 | |
| 平衡機能障害         | 第5級          | 第5級 | 両側または一側の平衡機能の減少があり、両眼を開けて10mの距離を直線で歩く時、中央で60cm以上外れて(臨床的に不可欠な場合6mを歩かせて診断できる)、日常で複合的な身体運動が必要な活動が不可能な者 | |
| 言語障害             | 言語障害       | 第3級 | | |
| 言語障害             | 言語障害       | 第3級 | 1号 | 発声が不可能だったり、特殊な方法(食道発声、人工喉頭器)で簡単な対話が可能な音声障害 |
| 言語障害             | 言語障害       | 第3級 | 2号 | 言葉の流れが97％以上妨害を受ける吃音 |
| 言語障害             | 言語障害       | 第3級 | 3号 | 子音の精度が30％未満の構音障害 |
| 言語障害             | 言語障害       | 第3級 | 4号 | 意味あり言葉をほとんどできない表現言語指数25未満の場合として、知的障害または自閉性障害と判定されない場合 |
| 言語障害             | 言語障害       | 第3級 | 5号 | 簡単な言葉や質問もほとんど理解できない表現言語指数25未満の場合として、知的障害または自閉性障害と判定されない場合 |
| 言語障害             | 言語障害       | 第4級 | | |
| 言語障害             | 言語障害       | 1号 | 発声(音声、強度、音質)が部分的に可能が音声障害 | |
| 言語障害             | 言語障害       | 2号 | 言葉の流れが妨害を受ける吃音(児童41～96％、成人24～96％) | |
| 言語障害             | 言語障害       | 3号 | 子音の精度30～75％程度の不正確な言葉を使用する構音障害 | |
| 言語障害             | 言語障害       | 4号 | 非常に制限された表現だけできる言語指数25～65の場合として、知的障害または自閉性障害と判定されない場合 | |
| 言語障害             | 言語障害       | 5号 | 非常に制限された理解だけできる言語指数25～65の場合として、知的障害または自閉性障害と判定されない場合 | |
| 知的障害             |                | | | |
| 第1級                | 第1級          | 知能指数が35未満の者として、日常生活と社会生活の適応が著しく困って一生の間他人の保護が必要な者 | | |
| 第2級                | 第2級          | 知能指数が35以上、50以下の者として、日常生活の単純な行動を訓練させることができるし,ある程度の監督と助けられたら複雑ではなく特殊技術を要しない職業を持つことができる者 | | |
| 第3級                | 第3級          | 知能指数が50以上、70以下の者として、教育を通じた社会的職業的な再活が可能な者 | | |
| 自閉性障害           | 自閉性障害     | 第1級 | 第1級 | ICD-10(International Classification of Diseases, 10th Version)の診断基準による広汎性発達障害(自閉症)として知能指数が70以下であり、機能及び能力障害によってGAS尺度の点数が20以下の者として、周りの全的な助けがなければ日常生活をしていくのがほとんど不可能な者 |
| 自閉性障害           | 自閉性障害     | 第2級 | 第2級 | ICD-10の診断基準による広汎性発達障害(自閉症)で知能指数が70以下であり、機能及び能力障害によってGAS尺度の点数が21～40の者として、周りの多くの助けがなければ日常生活をしていきにくい者 |
| 自閉性障害           | 自閉性障害     | 第3級 | 第3級 | 第2級と同じ特徴を持っているが知能指数が71以上であり、機能及び能力障害によってGAS尺度の点数が41～50の者として、日常生活あるいは社会生活していくために間欠的な助けが必要な者 |
| 精神障害             | 精神障害       | 第1級 | | |
| 精神障害             | 精神障害       | 第1級 | 1号 | 統合失調症により妄想・幻聴・事故障害及び奇怪な行動などの陽性症状または社会的萎縮のような陰性症状がひどくて、著しい人格変化がある者として、能力障害判定基準の6項目の中3項目以上で全的な助けが必要であり、GAF尺度の点数が40点以下の者として、機能及び能力障害によって周りの全的な助けがなければ日常生活をしていくのがほとんど不可能な者(精神病を診断を受けて1年以上経った者に限る。以下同じ。) |
| 精神障害             | 精神障害       | 第1級 | 2号 | 双極性感情障害(躁うつ病)により気分・意欲・行動及び事故の障害症状がひどい症状期が持続されたりよく反復される者として、能力障害判定基準の6項目の中3項目以上で全的な助けが必要であり、GAF尺度の点数が40点以下の者として、機能及び能力障害によって周りの全的な助けがなければ日常生活をしていくのがほとんど不可能な者 |
| 精神障害             | 精神障害       | 第1級 | 3号 | 反復性うつ病により精神病的症状が精神病的症状が伴って、気分・意欲・行動などに対するうつ症状がひどい症状期が持続されたりよく反復される者として、能力障害判定基準の6項目の中3項目以上で全的な助けが必要であり、GAF尺度の点数が40点以下の者として、機能及び能力障害によって周りの全的な助けがなければ日常生活をしていくのがほとんど不可能な者 |
| 精神障害             | 精神障害       | 第1級 | 4号 | 統合失調感情障害により、第1号から第3号までの準ずる症状がある者 |
| 精神障害             | 精神障害       | 第2級 | | |
| 精神障害             | 精神障害       | 1号 | 統合失調症により妄想・幻聴・事故障害および奇怪な行動などの陽性症状と社会的萎縮などの陰性症状が症状があって、中度の人格変化がある者として、能力障害判定基準の6項目の中3項目以上で多くの助けが必要であり、GAF尺度の点数が41点以上、50点以下の者として、機能及び能力障害によって周りの多くの助けがなければ日常生活をしていきにくい者                       | |
| 精神障害             | 精神障害       | 2号 | 双極性感情障害(躁うつ病)により気分・意欲・行動及び事故の障害症状がある症状期が持続されたりよく反復される者として、能力障害判定基準の6項目の中3項目以上で多くの助けが必要であり、GAF尺度の点数が41点以上、50点以下の者として、機能及び能力障害によって周りの多くの助けがなければ日常生活をしていきにくい者                                               | |
| 精神障害             | 精神障害       | 3号 | 慢性的な反復性うつ病により幻聴など精神病的症状が精神病的症状が伴って、気分・意欲・行動などに対するうつ症状がある症状期が持続されたりよく反復される者として、能力障害判定基準の6項目の中3項目以上で多くの助けが必要であり、GAF尺度の点数が41点以上、50点以下の者として、機能及び能力障害によって周りの多くの助けがなければ日常生活をしていきにくい者     | |
| 精神障害             | 精神障害       | 4号 | 慢性的な統合失調感情障害により、第1号から第3号までの準ずる症状がある者 | |
| 精神障害             | 精神障害       | 第3級 | | |
| 精神障害             | 精神障害       | 1号 | 統合失調症により妄想・幻聴・事故障害および奇怪な行動などの陽性症状が、あるが人格変化や退行はひどくない場合として、能力障害判定基準の6項目の中3項目以上で間欠的な助けが必要であり、GAF尺度の点数が51点以上、60点以下の者として、機能及び能力障害によって日常生活や社会生活をしていくための機能遂行に制限されて間欠的な助けが必要な者                     | |
| 精神障害             | 精神障害       | 2号 | 双極性感情障害(躁うつ病)により気分・意欲・行動及び事故の障害症状がある症状期が顕著ではないが、症状期が続くとかよく繰り返す場合として、能力障害判定基準の6項目の中3項目以上で間欠的な助けが必要であり、GAF尺度の点数が51点以上、60点以下の者として、機能及び能力障害によって日常生活や社会生活をしていくための機能遂行に制限されて間欠的な助けが必要な者 | |
| 精神障害             | 精神障害       | 3号 | 反復性うつ病により気分・意欲・行動などに対するうつ症状がある症状期が持続されたりよく反復される場合として、能力障害判定基準の6項目の中3項目以上で間欠的な助けが必要であり、GAF尺度の点数が51点以上、60点以下の者として、機能及び能力障害によって日常生活や社会生活をしていくための機能遂行に制限されて間欠的な助けが必要な者                             | |
| 精神障害             | 精神障害       | 4号 | 統合失調感情障害により、第1号から第3号までの準ずる症状がある者 | |
| 腎臓障害             | 腎臓障害       | 第2級 | 第2級 | 慢性腎不全症によって3ヵ月以上の血液透析や腹膜透析を受けている者 |
| 腎臓障害             | 腎臓障害       | 第5級 | 第5級 | 腎臓移植を受けた者 |
| 心臓障害             | 心臓障害       | 第1級 | 第1級 | 心臓機能の障害が持続し、安定時にも心不全症状や狭心症症状などが現れて運動能力を完全に喪失して常時的に扱い者が必要な者(心臓疾患を診断されてから1年以上が経った者に限る。以下同じ。) |
| 心臓障害             | 心臓障害       | 第2級 | 第2級 | 心臓機能の障害が持続し、自己身体周囲の事はある程度できるけどその以上の活動をすれば心不全症状や狭心症症状などが現れて正常的な日常生活をしていく難しい者 |
| 心臓障害             | 心臓障害       | 第3級 | 第3級 | 心臓機能の障害が持続し、家庭で軽い活動はできますが、その以上の活動をすれば心不全症状や狭心症症状などが現れて正常的な社会活動をしていく難しい者 |
| 心臓障害             | 心臓障害       | 第5級 | 第5級 | 心臓移植を受けた者 |
| 呼吸器障害           | 呼吸器障害     | 第1級 | | |
| 呼吸器障害           | 呼吸器障害     | 第1級 | 1号 | 肺や気管支など呼吸器官の慢性的な機能不全によって、安静時にも酸素療法を受けなければならない程度の呼吸困難があり、平常時の肺換気機能(1秒時の強制呼気量)または肺拡散能が正常予測値の25％以下だったり、安定時の自然呼吸状態での動脈血酸素分圧が55mmHg以下の者 |
| 呼吸器障害           | 呼吸器障害     | 第1級 | 2号 | 慢性呼吸器疾患によって、気管切開チューブを保って24時間人工呼吸器で生活する者 |
| 呼吸器障害           | 呼吸器障害     | 第2級 | 第2級 | 肺や気管支など呼吸器官の慢性的な機能不全によって、家の中での移動時にも呼吸困難があり、平常時の肺換気機能(1秒時の強制呼気量)または肺拡散能が正常予測値の30％以下だったり、安定時の自然呼吸状態での動脈血酸素分圧が60mmHg以下の者 |
| 呼吸器障害           | 呼吸器障害     | 第3級 | 第3級 | 肺や気管支など呼吸器官の慢性的な機能不全によって、平地での歩行時にも呼吸困難があり、平常時の肺換気機能(1秒時の強制呼気量)または肺拡散能が正常予測値の40％以下だったり、安定時の自然呼吸状態での動脈血酸素分圧が65mmHg以下の者 |
| 呼吸器障害           | 呼吸器障害     | 第5級 | | |
| 呼吸器障害           | 呼吸器障害     | 1号 | 肺移植を受けた者 | |
| 呼吸器障害           | 呼吸器障害     | 2号 | 肋膜瘻がある者 | |
| 肝障害               | 肝障害         | 第1級 | 第1級 | 慢性肝疾患(肝硬変症、肝細胞癌腫など)に診断された患者の中、残存肝機能がChild-Pugh評価等級がCでありながら、次の合併症の中、一つ以上を見せる者 1)肝性脳症 2)特発性細菌性腹膜炎の病歴 |
| 肝障害               | 肝障害         | 第2級 | 第2級 | 慢性肝疾患(肝硬変症、肝細胞癌腫など)に診断された患者の中、残存肝機能がChild-Pugh評価等級がCでありながら、次の病歴(2年以内の過去の病歴)の中、一つ以上を見せる者 1)肝性脳症の病歴 2)特発性細菌性腹膜炎の病歴 |
| 肝障害               | 肝障害         | 第3級 | | |
| 肝障害               | 肝障害         | 1号 | 慢性肝疾患(肝硬変症、肝細胞癌腫など)に診断された患者の中、残存肝機能がChild-Pugh評価等級がCの者 | |
| 肝障害               | 肝障害         | 2号 | 慢性肝疾患(肝硬変症、肝細胞癌腫など)に診断された患者の中、残存肝機能がChild-Pugh評価等級がBでありながら、次の合併症の中、一つ以上を見せる者 1)難治性腹水 2)肝性脳症 | |
| 肝障害               | 肝障害         | 第5級 | 第5級 | 肝移植を受けた者 |
| 顔面障害             | 顔面障害       | 第2級 | 1号 | 露出した顔面部の90％以上の変形がある者 |
| 顔面障害             | 顔面障害       | 第2級 | 2号 | 露出した顔面部の60％以上の変形があって、鼻の形態の２/３以上が |
| 顔面障害             | 顔面障害       | 第3級 | 1号 | 露出した顔面部の75％以上の変形がある者 |
| 顔面障害             | 顔面障害       | 第3級 | 2号 | 露出した顔面部の50％以上の変形があって、鼻の形態の２/３以上が無くなった者 |
| 顔面障害             | 顔面障害       | 第4級 | | |
| 顔面障害             | 顔面障害       | 1号 | 露出した顔面部の60％以上の変形がある者 | |
| 顔面障害             | 顔面障害       | 2号 | 鼻の形態の２/３以上が無くなった者 | |
| 顔面障害             | 顔面障害       | 3号 | 露出した顔面部の45％以上の変形があって、鼻の形態の１/３以上が無くなった者 | |
| 顔面障害             | 顔面障害       | 第5級 | 1号 | 露出した顔面部の45％以上の変形がある者 |
| 顔面障害             | 顔面障害       | 第5級 | 2号 | 鼻の形態の１/３以上が無くなった者 |
| 腸瘻・尿瘻障害       | 腸瘻・尿瘻障害 | 第2級 | | |
| 腸瘻・尿瘻障害       | 腸瘻・尿瘻障害 | 第2級 | 1号 | 腸瘻と共に尿瘻または膀胱瘻を持っており、その中の一つ以上の瘻に合併症によって腸皮瘻孔または排尿機能障害がある者 |
| 腸瘻・尿瘻障害       | 腸瘻・尿瘻障害 | 第2級 | 2号 | 腸瘻または尿瘻を持っており、合併症によって腸皮瘻孔と排尿機能障害が皆ある者 |
| 腸瘻・尿瘻障害       | 腸瘻・尿瘻障害 | 第2級 | 3号 | 排便をための末端空腸瘻を持っている者 |
| 腸瘻・尿瘻障害       | 腸瘻・尿瘻障害 | 第3級 | 1号 | 腸瘻と共に尿瘻または膀胱瘻を持っている者 |
| 腸瘻・尿瘻障害       | 腸瘻・尿瘻障害 | 第3級 | 2号 | 腸瘻または尿瘻を持っており、合併症によって腸皮瘻孔または排尿機能障害がある者 |
| 腸瘻・尿瘻障害       | 腸瘻・尿瘻障害 | 第4級 | 1号 | 腸瘻または尿瘻を持った者 |
| 腸瘻・尿瘻障害       | 腸瘻・尿瘻障害 | 第4級 | 2号 | 膀胱を持っていて合併症で腸皮瘻孔がある者 |
| 腸瘻・尿瘻障害       | 腸瘻・尿瘻障害 | 第5級 | 第5級 | 膀胱瘻を持った者 |
| てんかん障害         |                | | | |
| 成人てんかん         | 第2級          | 第2級 | 慢性的なてんかんに対する積極的な治療にもかかわらず月8回以上の重症発作が年6回以上あり、発作の際に誘発された呼吸障害、吸引性肺炎、ひどい脱力、頭痛、吐き気、認知機能の障害などによって、深刻な療養管理が必要であり、日常生活及び社会生活にいつも他人の持続的な保護保護と管理が必要な者                                                                    | |
| 成人てんかん         | 第3級          | 第3級 | 慢性的なてんかんに対する積極的な治療にもかかわらず月5回以上の重症発作または月10回以上の軽症発作が年6回以上あり、発作の際に誘発された呼吸障害、吸引性肺炎、ひどい脱力、頭痛、吐き気、認知機能の障害などによって、療養管理が必要であり、日常生活及び社会生活に随時に保護と管理が必要な者                                                                  | |
| 成人てんかん         | 第4級          | 第4級 | 慢性的なてんかんに対する積極的な治療にもかかわらず月1回以上の重症発作または月2回以上の軽症発作が年6回以上あり、これにより協調的な対人関係が顕著に困った者 | |
| 成人てんかん         | 第5級          | 第5級 | 慢性的なてんかんに対する積極的な治療にもかかわらず月1回以上の重症発作または月2回以上の軽症発作が年3回以上あり、これにより協調的な対人関係が困った者 | |
| 小児・青少年てんかん | 第2級          | | | |
| 小児・青少年てんかん | 第2級          | 1号 | 全身発作は１ヶ月に8回以上の発作がある者として、深刻な療養管理が必要であり、日常生活及び社会生活に他人の持続的な保護と管理が必要な者 | |
| 小児・青少年てんかん | 第2級          | 2号 | 身体の損傷を招く場合として、転んで頭が先に床に落ちる発作(head drop, falling attack)は１ヶ月に4回以上の発作がある者として、深刻な療養管理が必要であり、日常生活及び社会生活に他人の持続的な保護と管理が必要な者 | |
| 小児・青少年てんかん | 第2級          | 3号 | 乳児攣縮(Infantile spasm)、レノックス・ガストー症候群(Lennox-Gastaut syndrome)などのようなてんかん性脳症(epileptic encephalopathy)は１ヶ月に４回以上の発作がある者として、深刻な療養管理が必要であり、日常生活及び社会生活に他人の持続的な保護と管理が必要な者                                                                                          | |
| 小児・青少年てんかん | 第2級          | 4号 | ミオクロニー発作(myoclonic seizure)が重症(severe)として、よく転んで怪我をする場合(falling attackをもたらす場合)は1ヶ月に4回以上の発作がある者として、深刻な療養管理が必要であり、日常生活及び社会生活に他人の持続的な保護と管理が必要な者 | |
| 小児・青少年てんかん | 第3級          | | | |
| 小児・青少年てんかん | 1号            | 全身発作は１ヶ月に4～7回の発作がある者として、療養管理が必要であり、日常生活及び社会生活に随時保護と管理が必要な者 | | |
| 小児・青少年てんかん | 2号            | 身体の損傷を招く場合として、転んで頭が先に床に落ちる発作(head drop, falling attack)は１ヶ月に1~3回の発作がある者として、療養管理が必要であり、日常生活及び社会生活に随時保護と管理が必要な者 | | |
| 小児・青少年てんかん | 3号            | 乳児攣縮(Infantile spasm)、レノックス・ガストー症候群(Lennox-Gastaut syndrome)などのようなてんかん性脳症(epileptic encephalopathy)は１ヶ月に1～3回の発作がある者として、療養管理が必要であり、日常生活及び社会生活に随時保護と管理が必要な者                                                                      | | |
| 小児・青少年てんかん | 4号            | ミオクロニー発作(myoclonic seizure)が重症(severe)として、よく転んで怪我をする場合(falling attackをもたらす場合)は1ヶ月に1～3回の発作がある者として、療養管理が必要であり、日常生活及び社会生活に随時保護と管理が必要な者                                                                                          | | |
| 小児・青少年てんかん | 5号            | 部分発作は１ヶ月に10回以上の発作がある者として、療養管理が必要であり、日常生活及び社会生活に随時保護と管理が必要な者 | | |
| 小児・青少年てんかん | 第4級          | | | |
| 小児・青少年てんかん | 1号            | 全身発作は１ヶ月に1～3回の発作がある者として、日常生活及び社会生活に保護と管理が必要な者として、日常生活及び社会生活に保護と管理が必要な者 | | |
| 小児・青少年てんかん | 2号            | 身体の損傷を招く場合として、転んで頭が先に床に落ちる発作(head drop, falling attack)は6ヶ月に1~5回の発作がある者として、日常生活及び社会生活に保護と管理が必要な者 | | |
| 小児・青少年てんかん | 3号            | 乳児攣縮(Infantile spasm)、レノックス・ガストー症候群(Lennox-Gastaut syndrome)などのようなてんかん性脳症(epileptic encephalopathy)は6ヶ月に1～5回の発作がある者として、日常生活及び社会生活に保護と管理が必要な者                                                                                                 | | |
| 小児・青少年てんかん | 4号            | ミオクロニー発作(myoclonic seizure)が重症(severe)として、よく転んで怪我をする場合(falling attackをもたらす場合)は6ヶ月に1～5回の発作がある者として、日常生活及び社会生活に保護と管理が必要な者 | | |
| 小児・青少年てんかん | 5号            | 部分発作は１ヶ月に1～9回の発作がある者として、日常生活及び社会生活に保護と管理が必要な者 | | |

### 障害者登録制度
障害者登録制度は障害を持っている人が病院・医院の医者に障害があると診断されて、障害があることを証明する書類を邑・面・洞事務所(役所)に提出すれば障碍人福祉法の関連規定の内容(障碍種別と障碍程度)によって法的な障害者として登録する制度だ。
韓国の障害者登録制度は1987年10月、保健社会部(現在の保健福祉部）がソウル特別市冠岳区・忠清北道清原郡で1988年11月、韓国の全域で施行し始めた。障害者登録制度の施行初期の1980年代から2011年まで障害があると診断した医者が障害種別と等級を付与する権限があって、障害があることを証明する書類だけを邑・面・洞事務所に提出してもすぐに障害者登録が可能だった。2011年2月以降、障碍人福祉法の改正によって、障害があると診断した医者が障害種別と等級を付与する権限が権限がなくなる病院・医院での障害診断後、障害があることを証明する書類を邑・面・洞事務所に提出すれば、国民年金公団の障害等級審査委員会を通して障害者登録可能可否を把握してから判定する。
2019年7月1日、障害等級制度が廃止され障害程度に代替しながら障害者登録時の障害等級の付与がなくなった。